# Cunaxoides minutissimus
Cunaxoides minutissimus är en spindeldjursart som först beskrevs av Koch 1838.  Cunaxoides minutissimus ingår i släktet Cunaxoides och familjen Cunaxidae. Inga underarter finns listade i Catalogue of Life.